# Saylla (stad)
Saylla is de centrale woonkern (pueblo) en hoofdplaats (capital legal) van het district Saylla van de provincie Cuzco in de gelijknamige regio van Peru. Saylla ligt op 14 km ten zuidoosten van de stad Cuzco tussen San Jerónimo en Oropesa.